# Sticks + Stones

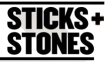
Logo officiel de l'album

Sticks + Stones est le premier album de la chanteuse Cher Lloyd.

## Liste des morceaux
| Titre de la chanson                 | Piste n° |
| ----------------------------------- | -------- |
| Want U Back                         | 1        |
| Grow Up                             | 2        |
| With Ur Love                        | 3        |
| Behind the Music                    | 4        |
| Oath (ft. Becky G)                  | 5        |
| Swagger Jagger                      | 6        |
| Beautiful People (ft.Carolina Liar) | 7        |
| Playa Boi                           | 8        |
| Superhero                           | 9        |
| End Up Here                         | 10       |